# Nami (Jabönwödr)
Nami (auch: Namwi) ist ein kleines Motu des Arno-Atolls der pazifischen Inselrepublik Marshallinseln. Es ist die nördlichste Insel des Arno-Atolls.

## Geographie
Nami liegt am Nordrand der Nami North Lagoon. Das vorgelagerte Northwest Reef erstreckt sich von dort noch ca. 3 km nach Norden ins Meer. Östlich liegt die Insel Mwejrik. Etwa 2 km südlich bilden die Inseln Bikonele und Bikarej den südlichen Abschluss der kleinen Lagune.
Etwa 120 km nordwestlich liegt als Nächstes das Aur-Atoll.